# Liêu Tú
Liêu Tú là một xã thuộc thành phố Cần Thơ, Việt Nam.

## Địa lý
Xã Liêu Tú có vị trí địa lý:
- Phía đông giáp xã Lịch Hội Thượng và xã Trần Đề
- Phía tây giáp xã Tài Văn và xã Thạnh Thới An
- Phía nam giáp phường Khánh Hòa và xã Vĩnh Hải
- Phía bắc giáp xã Long Phú.

Xã Liêu Tú có diện tích 50,44 km², dân số năm 2022 là 18.225 người, mật độ dân số đạt 361 người/km².

## Lịch sử
Ngày 20 tháng 9 năm 1975, Bộ Chính trị ban hành Nghị quyết số 245-NQ/TW về việc hợp nhất tỉnh Cần Thơ (ngoại trừ huyện Thốt Nốt), tỉnh Sóc Trăng, tỉnh Trà Vinh, tỉnh Vĩnh Long thành một tỉnh, tên gọi tỉnh mới cùng với nơi đặt tỉnh lỵ sẽ do địa phương đề nghị lên.
Ngày 20 tháng 12 năm 1975, Bộ Chính trị ban hành Nghị quyết số 19/NQ về việc hợp nhất tỉnh Cần Thơ (bao gồm cả huyện Thốt Nốt của tỉnh Long Xuyên), tỉnh Sóc Trăng thành một tỉnh mới, tên gọi tỉnh mới cùng với nơi đặt tỉnh lỵ sẽ do địa phương đề nghị lên.
Ngày 24 tháng 2 năm 1976, Chính phủ Cách mạng lâm thời Cộng hòa miền Nam Việt Nam ban hành Nghị định số 3/NQ/1976 về việc hợp nhất tỉnh Cần Thơ, tỉnh Sóc Trăng và thành phố Cần Thơ thành một tỉnh mới, lấy tên là tỉnh Hậu Giang.
Ngày 7 tháng 7 năm 1982, Hội đồng Bộ trưởng ban hành Quyết định số 111-HĐBT về việc chia xã Viên An thuộc huyện Mỹ Xuyên thành 3 xã: Viên An, Viên Bình, Viên Hòa.
Ngày 16 tháng 9 năm 1989, Hội đồng Bộ trưởng ban hành Quyết định số 128-HĐBT về việc sáp nhập một phần của xã Viên Hòa mới giải thể vào xã Viên Bình.
Sau khi phân vạch địa giới hành chính, xã Viên Bình có 2.446,56 ha diện tích tự nhiên và 4.734 nhân khẩu.
Ngày 26 tháng 12 năm 1991, Quốc hội ban hành Nghị quyết về việc chia tỉnh Hậu Giang thành tỉnh Cần Thơ và tỉnh Sóc Trăng.
Ngày 26 tháng 11 năm 2003, Quốc hội ban hành Nghị quyết số 22/2003/QH11 về việc chia tỉnh Cần Thơ thành thành phố Cần Thơ trực thuộc trung ương và tỉnh Hậu Giang.
Ngày 23 tháng 12 năm 2009, Chính phủ ban hành Nghị quyết số 64/NQ-CP về việc:
- Thành lập huyện Trần Đề thuộc tỉnh Sóc Trăng.
- Chuyển xã Liêu Tú và xã Viên Bình thuộc huyện Long Phú về huyện Trần Đề mới thành lập quản lý.

Tính đến ngày 31/12/2024:
- Xã Liêu Tú có 5 ấp: Bưng Buối, Bưng Triết, Đại Nôn, Giồng Chát, Tổng Cáng.
- Xã Viên Bình có 3 ấp: Đào Viên, Lao Vên, Trà Ông.

Ngày 12 tháng 6 năm 2025, Quốc hội ban hành Nghị quyết số 202/2025/QH15 về việc sắp xếp đơn vị hành chính cấp tỉnh (nghị quyết có hiệu lực từ ngày 12 tháng 6 năm 2025). Theo đó, sáp nhập tỉnh Hậu Giang và tỉnh Sóc Trăng vào thành phố Cần Thơ.
Ngày 16 tháng 6 năm 2025, Ủy ban Thường vụ Quốc hội ban hành Nghị quyết số 1668/NQ-UBTVQH15 về việc sắp xếp các đơn vị hành chính cấp xã của thành phố Cần Thơ năm 2025 (nghị quyết có hiệu lực từ ngày 16 tháng 6 năm 2025). Theo đó, sáp nhập toàn bộ 32,71 km² diện tích tự nhiên, quy mô dân số là 12.597 người của xã Viên Bình vào toàn bộ 50,44 km² diện tích tự nhiên, quy mô dân số là 18.773 người của xã Liêu Tú thuộc huyện Trần Đề, tỉnh Sóc Trăng.
Xã Liêu Tú có 83,15 km² diện tích tự nhiên và quy mô dân số là 31.370 người.